# Laelonia
× Laelonia (abreviado Lna en el comercio) es un híbrido intergenérico entre los géneros de orquídeas Broughtonia × Laelia. Fue publicado en Orchid Rev. 65: 231 (1957).